# Prostilifer
Prostilifer is een geslacht van weekdieren uit de klasse van de Gastropoda (slakken).

## Soort
- Prostilifer subpellucida (Pease, 1865)